# Esbeck (Schöningen)
Esbeck ist ein Stadtteil von Schöningen im Landkreis Helmstedt in Niedersachsen mit etwa 1.400 Einwohnern. Der Ort liegt etwa 1 km nördlich von Schöningen an der Bundesstraße 244 und direkt am südöstlichen Waldrand des Elms auf etwa 125 m ü. NN.

## Geschichte
Esbeck wurde im Jahre 1137 erstmals urkundlich unter dem Namen Aesebiki erwähnt. Der Name Esbeck beruht auf dem altdeutschen Wort Asbike und bezeichnet einen Bach, der im angrenzenden Elm in einer Quelle entspringt und von dort in den Ort fließt. Schon weit vor der urkundlichen Ersterwähnung des Ortes waren erste Ansiedlungen vorhanden.
Infolge der Flucht und Vertreibung Deutscher aus Mittel- und Osteuropa von 1945–1950 hatte sich die Einwohnerzahl von Esbeck von 722 (1939) auf 1349 (1950) vergrößert, davon waren 1950 476 Heimatvertriebene.
Am 1. März 1974 wurde Esbeck in die Stadt Schöningen eingegliedert.
Am 1. Januar 2017 fusionierte die Kirchengemeinde St. Andreas in Esbeck mit der Kirchengemeinde Clus in Schöningen zur Kirchengemeinde „Clus und St. Andreas Esbeck in Schöningen“.

## Ortsbild
Geprägt wird der Ort von der im 12. Jahrhundert erbauten Burg Esbeck und der dort angrenzenden Parkanlage. Die Burg ist wahrscheinlich namensgebend für das Stammhaus der Herren von Esebeck, ein braunschweigisches Uradelsgeschlecht. Herzog Otto von Braunschweig empfing im Jahr 1322 von Bischof Albrecht Schloss Esbeck, Schöningen, die Hälfte des Schlosses Asseburg und das Gericht Altfeld als Lehen.
Direkt am östlichen Rand des Ortsteils befindet sich der Braunkohletagebau Schöningen und etwas weiter nördlich liegt das Kohlekraftwerk Buschhaus mit der Abfallverwertungsanlage Helmstedt. Überregionale Bekanntheit erlangte Esbeck durch das direkt am Waldrand hochgelegene Ausflugsrestaurant „Zum Waldfrieden“ mit weiter Sicht und durch den „Esbecker Kirschwein“.

## Archäologie
Erwähnenswert sind die frühzeitlichen Funde durch Ausgrabungen auf dem Gelände des nahe liegenden Tagebaues. Auf der gesamten Abbaufläche von 6 km Länge und 1 km Breite, in der vor Beginn des Projektes keine Fundstellen bekannt waren, wurden mehr als 50 archäologische Denkmäler entdeckt und auf einer Gesamtfläche von über 400.000 m² untersucht. Dies sind nach den archäologischen Untersuchungen entlang der NEL-Pipeline mit 7 km² untersuchter Fläche die bisher flächenmäßig zweitgrößten in Niedersachsen durchgeführten Ausgrabungen. In dem Gebiet fanden sich Reste von Siedlungen, Wehranlagen und Gräbern verschiedener Kulturen der vergangenen 7.000 Jahre. Dazu gehören die Schöninger Speere, die das Bild des frühen europäischen Urmenschen und die Evolutionswissenschaft nachhaltig veränderten.
Vor dem Bau des Kohlekraftwerks Buschhaus wurde bei Rettungsgrabungen in den Jahren 1981 und 1982 Reste des Erdwerks von Esbeck freigelegt.

### Einwohnerentwicklung
| Jahr      | 1821 | 1849 | 1871 | 1905 | 1910 | 1925 | 1933 | 1939 | 1950 | 1956 |
| --------- | ---- | ---- | ---- | ---- | ---- | ---- | ---- | ---- | ---- | ---- |
| Einwohner | 587  | 607  | 612  | 753  | 731  | 838  | 787  | 722  | 1349 | 1432 |

## Politik
| Ortsrat 2021–2026Insgesamt 13 Sitze - SPD: 5 - EW: 8                                              |
| Ortsratswahl 2021 %706050403020100 63,71 %36,29 % EWaSPDAnmerkungen:a Esbecker Wählergemeinschaft |

Ortsbürgermeister ist Hans-Joachim Rehkuh (EW). Rehkuh ist Mitglied der CDU.
Seine Stellvertreterin ist Sylvia Schünemann (SPD).